# O Sul é o Meu País
O Sul é o Meu País («El Sur es Mi País» en español) es un movimiento legal separatista que propugna la independencia de la Región Sur de Brasil, formada por los estados de Paraná, Río Grande del Sur y Santa Catarina.

## Historia
El movimiento surgió oficialmente durante el segundo Congreso Separatista celebrado los días 18 y 19 de julio de 1992 en Laguna (Santa Catarina).
En noviembre de 2006, se celebró el segundo Congreso Nacional Surbrasileño en la octava Asamblea General Ordinaria en la ciudad de Brusque, donde fue elegido el nuevo presidente de la entidad, James Fioravanti, a la par que con una nueva Junta directiva. Fioravanti sustituye a Celso Deucher, principal ideólogo del movimiento.